# Ruy Muniz
Ruy Adriano Borges Muniz (Montes Claros, Minas Gerais, 2 de maio de 1960), conhecido como Ruy Muniz, é um professor, médico, empresário e político brasileiro. Elegeu-se Deputado Estadual por Minas Gerais em 2007 e tornou-se prefeito de Montes Claros em 2012.

## Biografia
Em 1987 lançou-se candidato a deputado estadual. Ficou como suplente de deputado pelo PT. No ano seguinte roubou o Banco do Brasil junto com o seu então comparsa e funcionário do Banco, Setembrino Lopes, arquitetaram um golpe que resultou no desfalque de 1 milhão de reais, em valores de 2008, dos cofres públicos. Ele ficou pouco mais de um ano preso no DOPS. Depois de cumprir pena, retornou a Montes Claros.
Em 1997 integrou-se à direção da Soebras – Associação Educativa do Brasil. Posteriormente, em 2008,  foi investigado pela Polícia Federal, acusado de desviar 100 milhões de reais em um esquema da Soebras com ramificações em 22 estados. Muniz utilizava a entidade, dirigida por ele e seus familiares, para desviar recursos públicos, fraudar licitações e cometer crimes eleitorais. 
Em 2004 voltou à militância política e foi eleito vereador com 4.026 votos.. Em 2006 foi candidato a deputado Estadual e venceu as eleições com quase 50 mil votos em várias cidades do Norte de Minas e Vale do Jequitinhonha. Em 2007 assumiu uma cadeira no Legislativo Mineiro. Em 2008 candidatou-se a prefeito de Montes Claros e obteve 36 mil votos.
Em 2009 foi eleito líder dos Democratas na Assembleia Legislativa de Minas Gerais e presidente da Comissão de Educação, Ciência, Tecnologia e Informática. Em 2010 candidatou-se a deputado federal pelo Democratas, obtendo aproximadamente 53 mil votos e ficando na quarta suplência do partido, no ano em que concluiu o mandato de deputado estadual. Em 2012 deixou o Democratas e filiou-se ao partido o qual foi seu presidente estadual, o PRB. 
Em 2012 passa a ser o diretor da Universidade Santa Úrsula que estava fechada por problemas financeiros, assumindo as dívidas da instituição e prometendo recuperar a universidade em tempo hábil.  Por causa desta mesma universidade, em 2013 é indiciado pela CPI das Universidades Privadas no Rio de Janeiro, junto com outros 5 proprietários de Universidades, acusados de aumento abusivo nas mensalidades, atraso de salário de professores e suposta venda de diplomas.
Em outubro de 2012 vence as eleições em Montes Claros para o cargo de prefeito contra o deputado estadual Paulo Guedes. Durante debate no segundo turno, Muniz disse que Paulo Guedes seria réu em diversos processos criminais, entre eles, um por pedofilia. Muniz foi processado e condenado a pagar quinze mil reais a Guedes, por dano moral, em 2017, tendo o juiz considerado que o acusado sabia da improcedência da denuncia.
Em 2015 é acusado, junto com sua esposa, de improbidade administrativa, por usar os cargos em função de interesses privados para tentar liberar equipamentos apreendidos no porto de Santos por terem sido importados irregularmente pela Soebras. Também teriam tentado substituir o delegado da Receita Federal em Montes Claros, que se negava liberar o material.
Em março de 2016, assume o controle do jornal Hoje em Dia. No mesmo ano perdeu a reeleição como prefeito de Montes Claros para o veterano Humberto Souto.

## Prisão
Foi preso pela Polícia Federal em 18 de abril de 2016, na Operação Máscara da Sanidade II - Sabotadores da Saúde. Isto ocorreu um dia após a sua esposa, a deputada federal Raquel Muniz (PSD-MG), ter elogiado a sua gestão como prefeito de Montes Claros, durante voto pela admissibilidade do impeachment da presidente Dilma Roussef. Durante a Operação também foi presa a Secretária de Saúde do Município de Montes Claros Ana Paula Nascimento.
Segundo as investigações, os acusados tentaram inviabilizar de maneira fraudulenta o funcionamento os seguintes hospitais de Montes Claros: Universitário Clemente Faria, Santa Casa, Aroldo Tourinho e Dilson Godinho. O objetivo era favorecer o Hospital das Clínicas Mario Ribeiro da Silveira, que segundo a Polícia Federal,  pertence ao prefeito e seus familiares.
As empresas ligadas à Soebras teriam movimentado 2,27 bilhões de reais entre 2012 e 2016 e tinham lucro transferido para organizações controladas pelos Muniz. A Soebras goza de isenção fiscal por ser classificada como entidade beneficente de assistência social, não podendo dar lucro, sendo estas transferências consideradas criminosas, uma fraude fiscal da ordem de 300 milhões de reais.
Em 7 de outubro de 2016 recebeu habeas corpus do STF, mas a medida não se aplicou a seu filho Ruy Gabriel Muniz, nem a dois outros presos na operação Máscara da Sanidade II.
Em dezembro de 2016 a justiça determinou o fim das atividades de três empresas de Muniz e sua esposa (CAP-10, Apase e CTB (Promove Telecom)), consideradas de fachada e bloqueio dos bens do casal. Uma ação do MPF solicita que os réus restituam os recursos financeiros desviados e apropriados da Soebras, além da nulidade dos registros, em seus nomes, de bens adquiridos fraudulentamente e a condenação dos réus por danos morais coletivos de no mínimo, 30 milhões de reais por prejuízos causados a pessoas em várias cidades do país.
Em outubro de 2017 a justiça autorizou o desbloqueio de 45 milhões de reais do Fundo Nacional de Desenvolvimento da Educação para a Soebras, porém, um mandado de segurança da Procuradoria-Geral da Fazenda Nacional evitou liminarmente a liberação.